# São Luís (Odemira)
São Luís is een plaats (freguesia) in de Portugese gemeente Odemira en telt 2249 inwoners (2001).